# Protapanteles sancus
Protapanteles sancus är en stekelart som först beskrevs av Nixon 1965.  Protapanteles sancus ingår i släktet Protapanteles och familjen bracksteklar. Inga underarter finns listade i Catalogue of Life.